# Distrito de Quthing
Quthing es un distrito de Lesoto. Tiene una superficie de 2.916 km² y una población de aproximadamente 120.502 hab. (2006). La ciudad de Quthing es la capital del distrito.

## Circunscripciones y ayuntamientos
El distrito de Quthing ha dividido a cinco circunscripciones:
- Monte Moorosi
- Moyeni
- Qhoali
- Sebapala
- Tele

Cuenta asimismo con diez ayuntamientos:
- Ha Nkoebe
- Likhohlong
- Liphakoe
- Matsatseng
- Mkhono
- Mokotjomela
- Mphaki
- Qomoqomong
- Seforong
- Tsatsane

- Datos: Q839060
- Multimedia: Quthing District / Q839060